# Ceropegia bulbosa
Ceropegia bulbosa är en oleanderväxtart som beskrevs av William Roxburgh. Ceropegia bulbosa ingår i släktet Ceropegia och familjen oleanderväxter. Inga underarter finns listade i Catalogue of Life.